# British Academy Television Award de la meilleure actrice dans un second rôle

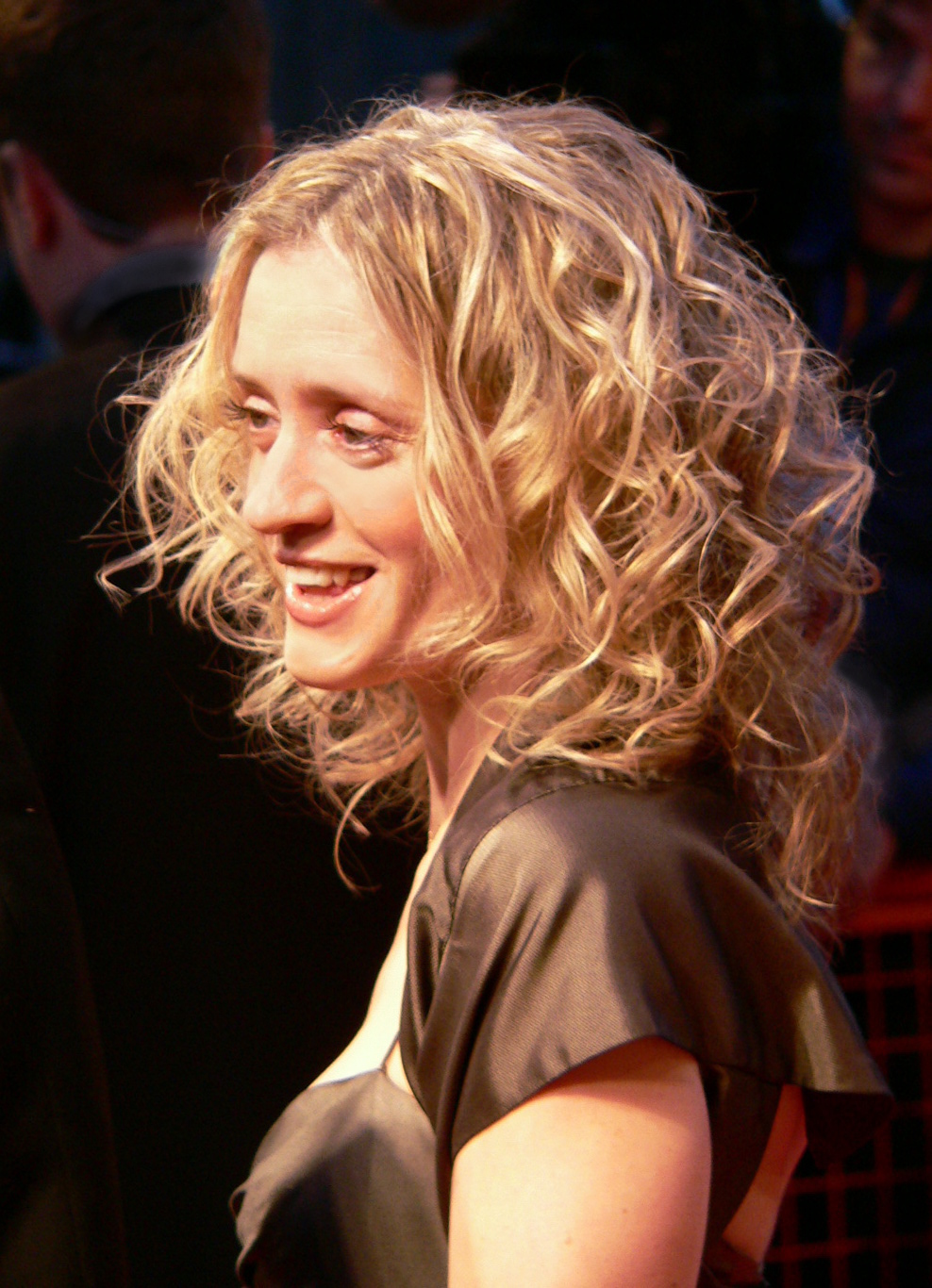
Anne-Marie Duff reçoit le British Academy Television Award de la meilleure actrice dans un second rôle en 2023, pour sa performance dans Bad Sisters (2023).

Le British Academy Television Award de la meilleure actrice dans un second rôle (British Academy Television Award for Best Supporting Actress) est une récompense de la télévision britannique décernée depuis 2010 par la British Academy of Film and Television Arts (BAFTA) lors de la cérémonie annuelle des British Academy Television Awards.

## Palmarès

### Années 2010
- 2010 : Rebecca Hall pour le rôle de Paula Garland dans The Red Riding Trilogy 1974
  - Sophie Okonedo pour le rôle de Jack Woolf dans Criminal Justice
  - Lauren Socha pour le rôle de Lauren dans The Unloved
  - Imelda Staunton pour le rôle de  dans Cranford
- 2011 : Lauren Socha pour le rôle de Kelly Bailey dans Misfits
  - Gillian Anderson pour le rôle de Wallis dans Any Human Heart
  - Lynda Baron pour le rôle de Violet Carson dans The Road to Coronation Street
  - Jessie Wallace pour le rôle de Pat Phoenix dans The Road to Coronation Street
- 2012 : Monica Dolan pour le rôle de Rose West dans Une femme de confiance
  - Anna Chancellor pour le rôle de Lix Storm dans The Hour
  - Miranda Hart pour le rôle de Chummy Browne dans Call the Midwife
  - Maggie Smith pour le rôle de Violet Crawley dans Downton Abbey
- 2013 : Olivia Colman pour le rôle de Sue dans Accused: Mo's Story
  - Anastasia Hille pour le rôle de Jo Beckett dans The Fear
  - Imelda Staunton pour le rôle d'Alma Reville dans The Girl
  - Sarah Lancashire pour le rôle de Caroline dans Last Tango in Halifax
- 2014 : Sarah Lancashire pour le rôle de Caroline dans Last Tango in Halifax
  - Shirley Henderson pour le rôle de Claire Salter dans Southcliffe
  - Claire Rushbrook pour le rôle de Linda Earl-Bouchtat dans Journal d'une ado hors norme
  - Nicola Walker pour le rôle de Gillian Buttershaw dans Last Tango in Halifax
- 2015 : Gemma Jones pour le rôle de Mary Baldwin dans Marvellous
  - Vicky McClure pour le rôle de Kate Fleming dans Line of Duty
  - Amanda Redman pour le rôle de Gwen Cooper dans Tommy Cooper: Not Like That, Like This
  - Charlotte Spencer pour le rôle de Tina Fallon dans Glue
- 2016 : Chanel Cresswell pour le rôle de Kelly Jenkins dans This is England '90
  - Michelle Gomez pour le rôle de Missy / Le Maître dans Doctor Who
  - Lesley Manville pour le rôle de Chrissie Read dans River
  - Eleanor Worthington Cox pour le rôle de Janet Hodgson dans The Enfield Haunting
- 2017 : Wunmi Mosaku pour le rôle de Gloria Taylor dans Damilola, Our Loved Boy
  - Siobhan Finneran pour le rôle de Claire Cartwright dans Happy Valley
  - Vanessa Kirby pour le rôle de Margaret du Royaume-Uni dans The Crown
  - Nicola Walker pour le rôle de Gillian Buttershaw dans Last Tango in Halifax
- 2018 : Vanessa Kirby pour le rôle de Margaret du Royaume-Uni dans The Crown
  - Anna Friel pour le rôle de Christina Fitzsimmons dans Broken
  - Julie Hesmondhalgh pour le rôle de Trish Winterman dans Broadchurch
  - Liv Hill pour le rôle de Ruby Bowen dans Three Girls
- 2019 : Fiona Shaw pour le rôle de Carolyn Martens dans Killing Eve
  - Monica Dolan pour le rôle de Marion Stein dans A Very English Scandal
  - Keeley Hawes pour le rôle de Dorothy Wick dans Mrs. Wilson
  - Billie Piper pour le rôle de Laren Mars dans Collateral

### Années 2020
| Année      | Actrice              | Oeuvre                       | Rôle                       |
| ---------- | -------------------- | ---------------------------- | -------------------------- |
| 2020 (67e) | Naomi Ackie          | The End of the F***ing World | Bonnie                     |
| 2020 (67e) | Helena Bonham Carter | The Crown                    | Princesse Margaret         |
| 2020 (67e) | Jasmine Jobson       | Top Boy                      | Jacqueline "Jaq" Lawrence  |
| 2020 (67e) | Helen Behan          | The Virtues                  | Anna Lowery                |
| 2021 (68e) | Rakie Ayola          | Anthony                      | Gee Walker                 |
| 2021 (68e) | Helena Bonham Carter | The Crown                    | Princesse Margaret         |
| 2021 (68e) | Sophie Okonedo       | Criminal: UK                 | Julia Bryce                |
| 2021 (68e) | Leila Farzad         | I Hate Suzie                 | Naomi Jones                |
| 2021 (68e) | Siena Kelly          | Adult Material               | Amy Lloyd                  |
| 2021 (68e) | Weruche Opia         | I May Destroy You            | Terry Pratchard            |
| 2022 (69e) | Cathy Tyson          | Help                         | Poly                       |
| 2022 (69e) | Jessica Plummer      | The Girl Before              | Emma Matthews              |
| 2022 (69e) | Emily Mortimer       | The Pursuit of Love          | The Bolter                 |
| 2022 (69e) | Céline Buckens       | Showtrial                    | Talitha Campbell           |
| 2022 (69e) | Leah Harvey          | Foundation                   | Salvor Hardin              |
| 2022 (69e) | Tahirah Sharif       | The Tower                    | Lizzie Adama               |
| 2023 (70e) | Anne-Marie Duff      | Bad Sisters                  | Grace Williams             |
| 2023 (70e) | Adelayo Adedayo      | The Responder                | Rachel Hargreaves          |
| 2023 (70e) | Lesley Manville      | Sherwood                     | Julie Jackson              |
| 2023 (70e) | Saffron Hocking      | Top Boy                      | Lauryn Lawrence            |
| 2023 (70e) | Jasmine Jobson       | Top Boy                      | Jacqueline "Jaq" Lawrence  |
| 2023 (70e) | Fiona Shaw           | Andor                        | Maarva Andor               |
| 2024 (71e) | Elizabeth Debicki    | The Crown                    | Diana, Princesse de Galles |
| 2024 (71e) | Harriet Walter       | Succession                   | Lady Caroline Collingwood  |
| 2024 (71e) | Jasmine Jobson       | Top Boy                      | Jacqueline “Jaq” Lawrence  |
| 2024 (71e) | Lesley Manville      | The Crown                    | Princesse Margaret         |
| 2024 (71e) | Nico Parker          | The Last of Us               | Sarah Miller               |
| 2024 (71e) | Siobhan Finneran     | Happy Valley                 | Clare Cartwright           |

## Statistiques

### Nominations multiples
2 : Sarah Lancashire, Lauren Socha, Imelda Staunton, Nicola Walker